# ريتشارد بيرس (مؤرخ)
ريتشارد بيرس (بالإنجليزية: Richard Pierce)‏ هو مؤرخ أمريكي، ولد في 26 يوليو 1918 في مانتيكا في الولايات المتحدة، وتوفي في 14 سبتمبر 2004 في كينغستون في كندا.